# Fontaine-les-Grès
Fontaine-les-Grès ist eine französische Gemeinde mit 903 Einwohnern (Stand: 1. Januar 2022) im Département Aube in der Region Grand Est. Der Ort gehört zum Arrondissement Nogent-sur-Seine und zum Kanton Creney-près-Troyes. Zudem ist die Gemeinde Teil des 2007 gegründeten Gemeindeverbands Seine Fontaine Beauregard. Die Einwohner werden Fontainats/Fontainates  genannt.

## Geographie
Fontaine-les-Grès liegt rund 19 Kilometer nordwestlich von Troyes im Nordwesten des Départements Aube. Die Gemeinde besteht aus den beiden Dörfern Fontaine und Les Grès.
Nachbargemeinden sind Saint-Mesmin im Nordwesten, Norden und Nordosten, Savières im Nordosten, Osten und Südosten, Le Pavillon-Sainte-Julie im Südwesten sowie Échemines im Westen. 

## Geschichte
Bis zur Französischen Revolution lag Fontaine-les-Grès innerhalb der Provinz Champagne. Die Gemeinde gehörte von 1793 bis 1801 zum Distrikt Nogent-sur-Seine. Seit 1801 ist sie dem Arrondissement Nogent-sur-Seine zugewiesen. Von 1793 bis 1801 war der Ort dem Kanton Marigny zugeteilt. Danach von 1801 bis 1973 dem Kanton Romilly(sur-Seine). Und von 1973 bis 2015 lag die Gemeinde innerhalb des Kantons Méry-sur-Seine. 

## Bevölkerungsentwicklung
| Jahr                       | 1962 | 1968 | 1975 | 1982 | 1990 | 1999 | 2006 | 2012 | 2019 |
| Einwohner                  | 865  | 891  | 846  | 863  | 915  | 905  | 893  | 874  | 877  |
| Quellen: Cassini und INSEE |      |      |      |      |      |      |      |      |      |

## Sehenswürdigkeiten
- Kirche Sainte-Agnès
- Kapellen Saint-Nicolas und Sainte-Marthe
- zwei Wegkreuze an der Hauptstrasse
- Denkmal für die Gefallenen[1]

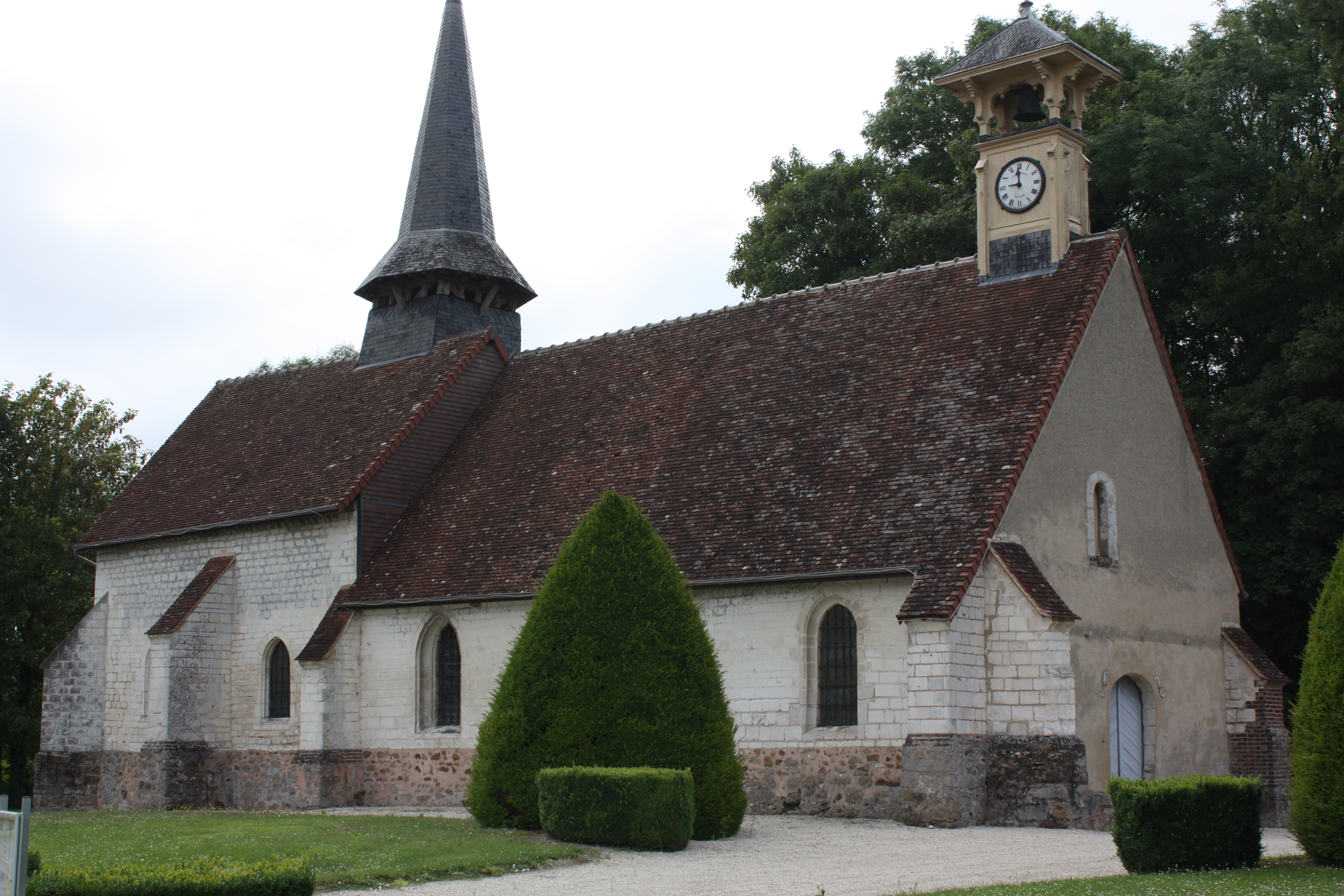
Kapelle Saint-Nicolas
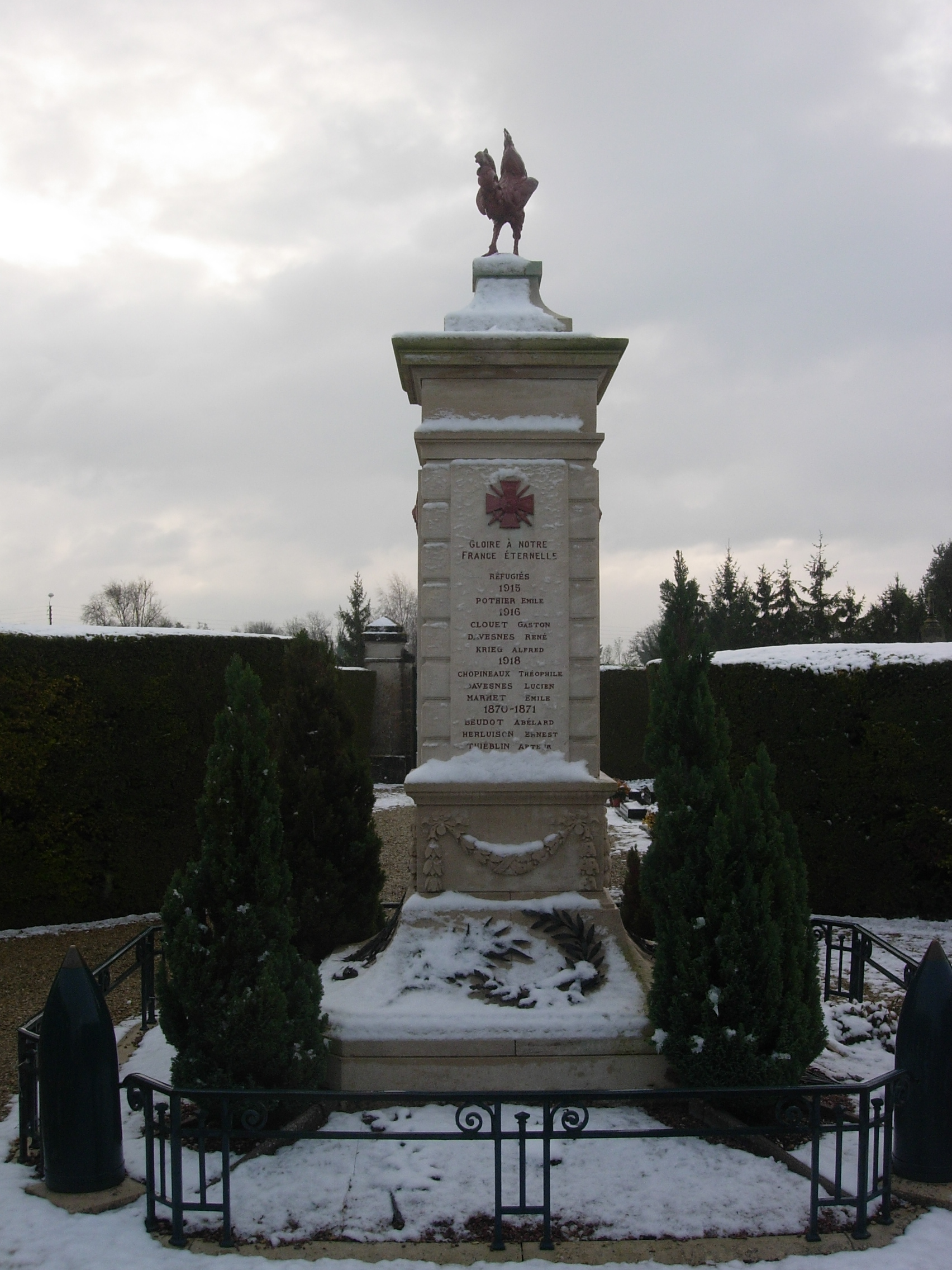
Denkmal für die Gefallenen